# Celtiis Bénin
Celtiis Bénin, est un opérateur de téléphonie du Bénin, il est le troisième dans l’écosystème béninois.

## Lancement
Pensé et mis en place par l’État béninois, Celtiis est sous la coupole de la Sbin Sa (Société Béninoise d’Infrastructures Numériques). Il est le fruit d’un partenariat sud-sud entre le Bénin et le Sénégal avec la gestion déléguée de la Sbin par le groupe Sonatel. Celtiis Bénin lance officiellement ses activités vendredi 21 octobre 2022 à Cotonou,,.

## Couverture réseau
Identifié avec le préfixe 40, le réseau couvre déjà à son lancement les autres localités à hauteur de 80%, couvrant également le Grand Nokoué et tous les chefs-lieux du département,.

## Offres
Celtiis Bénin propose plusieurs types d'offres, à savoir: 
- Celtiis Cash
- Top appel
- Internet Connect